# Leopold
Leopold – imię męskie pochodzenia germańskiego, wywodzące się od słów leut- 'lud, naród, plemię' i -bald 'odważny' (w formie południowoniemieckiej -pold).
W Polsce imię to występuje od 1265 r. w formach: Lupold (1265), Lupuld (1273), Leupold (1339), Lipold (1306), Leupuld (1369), Lipołt (1444) i jako nazwisko Libelt (1459).
Istnieje trzech świętych o tym imieniu.
Leopold imieniny obchodzi 2 kwietnia, 15 listopada i 30 lipca.
Znane osoby noszące imię Leopold:
- Leopold I Habsburg
- Leopold II Habsburg
- Leopold I Koburg
- Leopold II Koburg
- Leopold III Koburg
- Leopold Wilhelm Habsburg
- Leopold Abaffy
- Leopold Badeński
- Leopold Brodziński – polski autor tekstów, aktor
- Leopold von Buch
- Leopold Buczkowski
- Leopold Cehak
- Leopold Daab – właściciel kamienic na warszawskiej Pradze-Północ
- Leopold Endel-Ragis
- Leopold Godowski
- Leopold Infeld
- Leopold Kindermann
- Leopold Kozłowski-Kleinman
- Leopold Kronecker
- Leopold Kronenberg
- Leopold Lis-Kula
- Leopold Lewin
- Leopold Löffler
- Leopoldo Luque
- Leopold Mozart
- Leopold Méyet
- Leopold Neuhaus
- Leopold Okulicki
- Leopold von Ranke
- Leopold von Sacher-Masoch
- Leopold Skulski
- Leopold Staff
- Leopold Szersznik
- Leopold Świerz
- Leopold Tyrmand
- Leopold Unger
- Johann Leopold Ludwig von Brese-Winiary
- Franz Leopold Neumann
- Grzegorz Leopold Seidler
- Sylvius Leopold Weiss